# Adenocarpus umbellatus
Adenocarpus umbellatus är en ärtväxtart som beskrevs av Jules Aimé Battandier. Adenocarpus umbellatus ingår i släktet Adenocarpus och familjen ärtväxter. Inga underarter finns listade i Catalogue of Life.